# Osmanthus
Osmanthus  é um gênero botânico da família Oleaceae. É encontrado na Ásia, Nova Caledônia e na América do Norte (EUA e México).

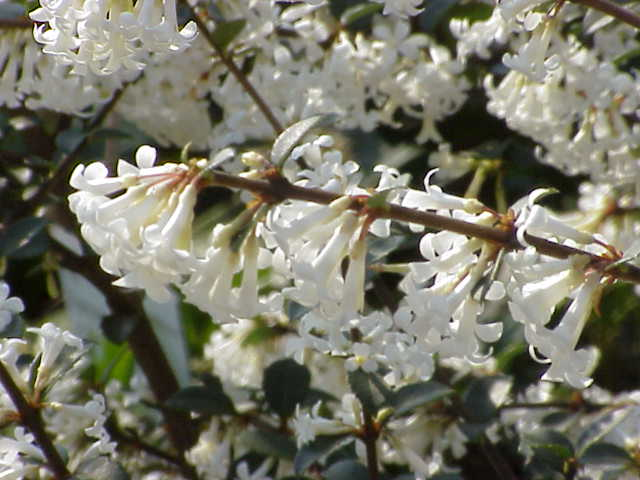
Osmanthus delavayi.

## Espécies
- Osmanthus armatus Diels
- Osmanthus attenuatus P.S.Green
- Osmanthus austrocaledonicus (Vieill.) Knobl.
- Osmanthus austrozhejiangensis Z.H.Chen, W.Y.Xie & Xi Liu
- Osmanthus cooperi Hemsl.
- Osmanthus cymosus (Guillaumin) P.S.Green
- Osmanthus decorus (Boiss. & Balansa) Kasapligil
- Osmanthus delavayi Franch.
- Osmanthus didymopetalus P.S.Green
- Osmanthus enervius Masam. & T.Mori
- Osmanthus fordii Hemsl.
- Osmanthus fragrans Lour.
- Osmanthus gracilinervis L.C.Chia ex R.L.Lu
- Osmanthus hainanensis P.S.Green
- Osmanthus henryi P.S.Green
- Osmanthus heterophyllus (G.Don) P.S.Green
- Osmanthus insularis Koidz.
- Osmanthus iriomotensis T.Yamaz.
- Osmanthus kaoi (T.S.Liu & J.C.Liao) S.Y.Lu
- Osmanthus lanceolatus Hayata
- Osmanthus monticola (Schltr.) Knobl.
- Osmanthus pubipedicellatus L.C.Chia ex H.T.Chang
- Osmanthus reticulatus P.S.Green
- Osmanthus rigidus Nakai
- Osmanthus serrulatus Rehder
- Osmanthus suavis King ex C.B.Clarke
- Osmanthus urceolatus P.S.Green
- Osmanthus venosus Pamp.
- Osmanthus yunnanensis (Franch.) P.S.Green
- Osmanthus × burkwoodii (Burkwood & Skipwith) P.S.Green
- Osmanthus × fortunei Carrière